# Růžencová kaple ve Vence
Kaple ve Vence je komplexním dílem Henriho Matisse, v němž se projevil jako výtvarník i architekt. Kaple začala být stavěna v roce 1949, vysvětil ji biskup z Nice v roce 1951.

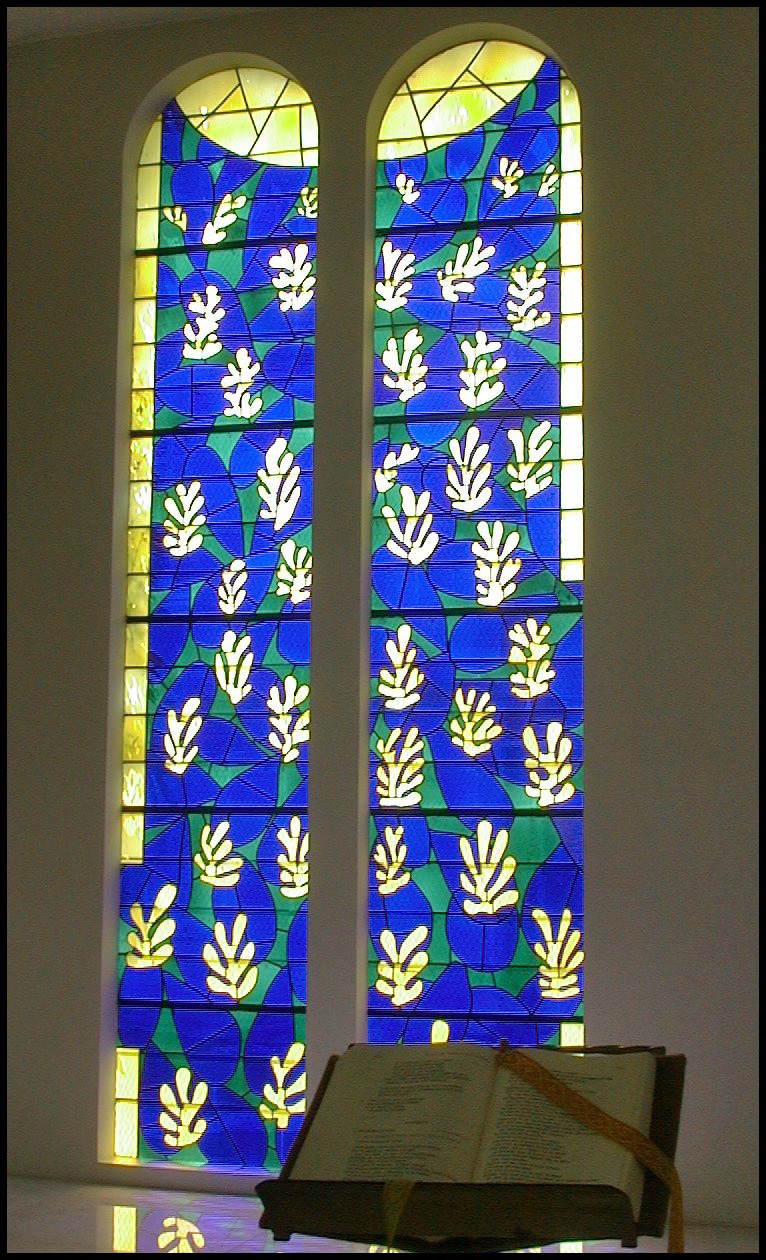
Vitráž s tématem Stromu života

## Okolnosti vzniku
Dílo vzniklo na základě přátelství s Monique Bourgeois, kterou najal roku 1941 jako ošetřovatelku a kterou také několikrát portrétoval. Roku 1946 vstoupila Monique do dominikánského řádu ve Vence západně od Nice, kde již v té době Matisse bydlel. Na její podnět se Matisse rozhodl vytvořit jak architektonické plány, tak vnitřní výzdobu zcela nové růžencové kaple. Na projektu pracoval od roku 1947 po následující čtyři roky. Stavební stránku konzultoval s architektem Auguste Perretem. Základní kámen ke stavbě byl položen 1949, biskup z Nice ji vysvětil 25. června 1951. Matisse sám kapli považioval za "vrcholné dílo celé své existence"; při svěcení, na němž kvůli nemoci nemohl být, napsal: "Nehledal jsem krásu, hledal jsem pravdu. V naprosté pokoře vám představuji růžencovou kapli dominikánů ve Vence... Toto dílo si na mně vyžádalo čtyři roky výlučné a tvrdé práce. Kaple je výsledkem celého mého aktivního života... I přes veškeré nedokonalosti ji považuji za své vrcholné dílo."

## Základní popis
Bílo-černý interiér respektuje barvy dominikánského řádu, na třech stěnách jsou obrazy s náměty sv. Dominika, Madony a Křížové cesty. Vitráže zdobí rostlinné motivy jako symboly Stromu života. Oltář s krucifixem byl Matissovou poslední sochařskou prací.